# Kamila Pronińska
Kamila Maria Pronińska (ur. 9 września 1978) – polska politolożka, doktor habilitowana nauk społecznych, adiunkt na Wydziale Nauk Politycznych i Studiów Międzynarodowych Uniwersytetu Warszawskiego. Specjalistka w zakresie bezpieczeństwa energetycznego. 

## Kariera naukowa
W 2002 r. ukończyła studia magisterskie w zakresie stosunków międzynarodowych w ówczesnym Instytucie Stosunków Międzynarodowych UW. W dniu 24 października 2007 r. uzyskała stopień doktora nauk humanistycznych w dyscyplinie nauk o polityce na podstawie pracy Bezpieczeństwo energetyczne w stosunkach Rosja-Unia Europejska, obronionej na ówczesnym Wydziale Dziennikarstwa i Nauk Politycznych UW. Promotorem jej doktoratu był Roman Kuźniar. 20 marca 2019 r. uzyskała na macierzystym wydziale, noszącym już wówczas nową nazwę Wydziału Nauk Politycznych i Studiów Międzynarodowych UW, stopień doktora habilitowanego nauk społecznych w dyscyplinie nauk o polityce na podstawie dorobku naukowego oraz pracy Dynamika globalnego i europejskiego bezpieczeństwa energetycznego – wymiar geostrategiczny, ekonomiczny, ekologiczny, instytucjonalny. 
Należała do kadry naukowo-dydaktycznej Instytutu Stosunków Międzynarodowych UW do momentu jego rozwiązania, a następnie weszła w skład zespołu nowo utworzonej Katedry Studiów Strategicznych i Bezpieczeństwa Narodowego. 
W 2013 r. otrzymała Nagrodę Ministra Nauki i Szkolnictwa Wyższego dla Młodych i Wybitnych Naukowców. 